# Arrondissement de Saint-Sever
L’arrondissement de Saint-Sever est un ancien arrondissement français du département des Landes créé le 17 février 1800 et supprimé le 10 septembre 1926. Les cantons furent rattachés entre les arrondissements de Dax et Mont-de-Marsan.

## Composition
Il comprenait les cantons de Aire-sur-l'Adour, Amou, Geaune, Hagetmau, Mugron, Saint-Sever et Tartas (deux cantons : Tartas-Est et Tartas-Ouest).

## Sous-préfets
| Période          | Période          | Identité                       | Fonction précédente                            | Observation                                                |
| ---------------- | ---------------- | ------------------------------ | ---------------------------------------------- | ---------------------------------------------------------- |
| 1801             | 1813             | François Castets               |                                                |                                                            |
|                  |                  |                                |                                                |                                                            |
| 12 novembre 1835 | 18 octobre 1839  | Ernest Leroy de Boisaumarié    | Sous-préfet de Villefranche-de-Rouergue        | Nommé sous-préfet de Bayonne                               |
|                  |                  |                                |                                                |                                                            |
| 21 février 1877  | 24 mai 1877      | Pierre Boutin                  |                                                | Remplacé                                                   |
| 30 décembre 1877 | 3 septembre 1879 | Pierre Boutin                  |                                                | Nommé sous-préfet de Villefranche-de-Rouergue              |
| 2 décembre 1879  | 26 mars 1880     | Marie-Joseph Danelle-bernardin |                                                | Nommé sous-préfet de Montfort                              |
| 26 mars 1880     | 22 mai 1886      | Pierre de Laussat              |                                                | Nommé sous-préfet de Marmande                              |
| 22 mai 1886      | 14 novembre 1886 | Salomon Weill                  |                                                | Nommé sous-préfet de Sancerre                              |
| 14 novembre 1886 | 27 novembre 1886 | Marie-Eugène Celières          | Conseiller de préfecture des Alpes-Maritimes   | Nommé conseiller de préfecture de la Gironde               |
| 27 novembre 1886 | 22 mars 1889     | Pascal Clerc                   | Sous-préfet d'Espalion                         | Nommé secrétaire général de la préfecture des Basses-Alpes |
| 22 mars 1889     | 22 décembre 1891 | Léon Billuart                  | Sous-préfet de Gex                             | Remplacé                                                   |
| 22 décembre 1891 | 10 avril 1894    | Francis Hersent                | Sous-préfet de Castellane                      | Nommé sous-préfet de Saint-Jean-d'Angély                   |
| 10 avril 1894    | 21 octobre 1898  | Louis Thibon                   | Secrétaire général de la préfecture des Landes | Nommé sous-préfet de Vouziers                              |
| 21 octobre 1898  | 27 novembre 1900 | Charles Ebelot                 | Sous-préfet de Castelnaudary                   | Remplacé                                                   |
| 27 novembre 1900 | 25 janvier 1902  | Joseph Franco                  |                                                | Nommé sous-préfet de Joigny                                |
| 8 février 1902   | 17 février 1908  | Arnaud Poivert                 | Chef de cabinet du préfet des Landes           | Nommé sous-préfet de Villefranche-de-Lauragais             |
| 17 février 1908  | 13 mars 1909     | Raoul Dupin                    | Sous-préfet de Barcelonnette                   | Nommé secrétaire général de la préfecture du Gers          |
| 13 mars 1909     | 20 octobre 1911  | Jean Penaud                    | Secrétaire général de la préfecture du Gers    | Nommé sous-préfet de Bernay                                |
| 20 octobre 1911  | 23 décembre 1911 | Victor Pothuau                 |                                                | Nommé sous-préfet de Château-Gontier                       |
| 23 décembre 1911 | 15 juillet 1914  | Louis Sénac de Monsembernard   | Conseiller à la préfecture de l'Yonne          | Nommé Sous-préfet de Mauléon                               |
| 1er août 1914    | 27 mars 1915     | Marie-Joseph Cadiot            | Sous-préfet de La Réole                        | Mobilisé pour la guerre                                    |
| 27 mars 1915     | 3 mars 1919      | Jules Bargeaud                 | Secrétaire général de la préfecture des Landes | Nommé secrétaire général de la préfecture de la Dordogne   |
| 3 mars 1919      | 3 février 1922   | Eugène Morin                   | Mobilisé la guerre                             | Nommé secrétaire général de la préfecture de l'Aisne       |
| 31 décembre 1921 | 31 décembre 1921 | Joseph Landel                  | Chef de cabinet du préfet de l'Hérault         | Non installé. Mis en disponibilité sur sa demande          |
|                  |                  |                                |                                                |                                                            |